# 뉴타운세인트보스웰스

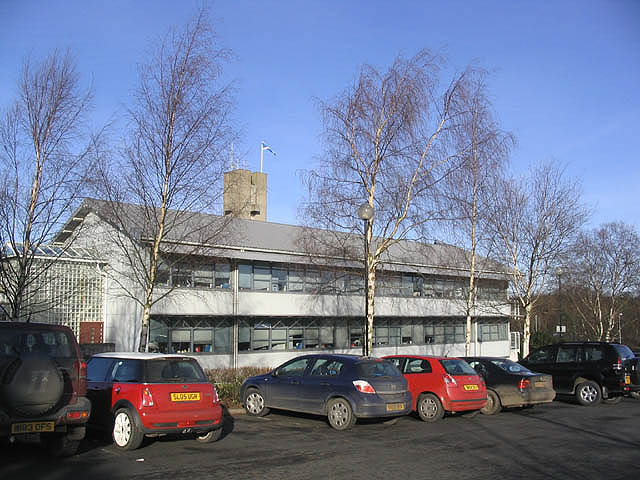
뉴타운세인트보스웰스

뉴타운세인트보스웰스(영어: Newtown St Boswells, 스코틀랜드 게일어: Baile Ùr Chille Bhoisil)는 스코틀랜드 스코티시보더스의 도시로 인구는 1,200명이다.